# The Wheel of Death (film 1913)
The Wheel of Death è un cortometraggio muto del 1913 prodotto dalla Kalem. Il nome del regista non viene riportato nei credit del film.

## Trama
Trama in (EN)  di Moving Picture World  su IMDb

## Produzione
Il film fu prodotto dalla Kalem Company.

## Distribuzione
Distribuito dalla General Film Company, il film - un cortometraggio di 225 metri - uscì nelle sale cinematografiche USA il 16 giugno 1913.
Nelle proiezioni, veniva programmato con il sistema dello split reel, accorpato in un'unica bobina con un altro cortometraggio prodotto dalla Kalem, il documentario Governor Johnson of California.